# USS Barry (DDG-52)

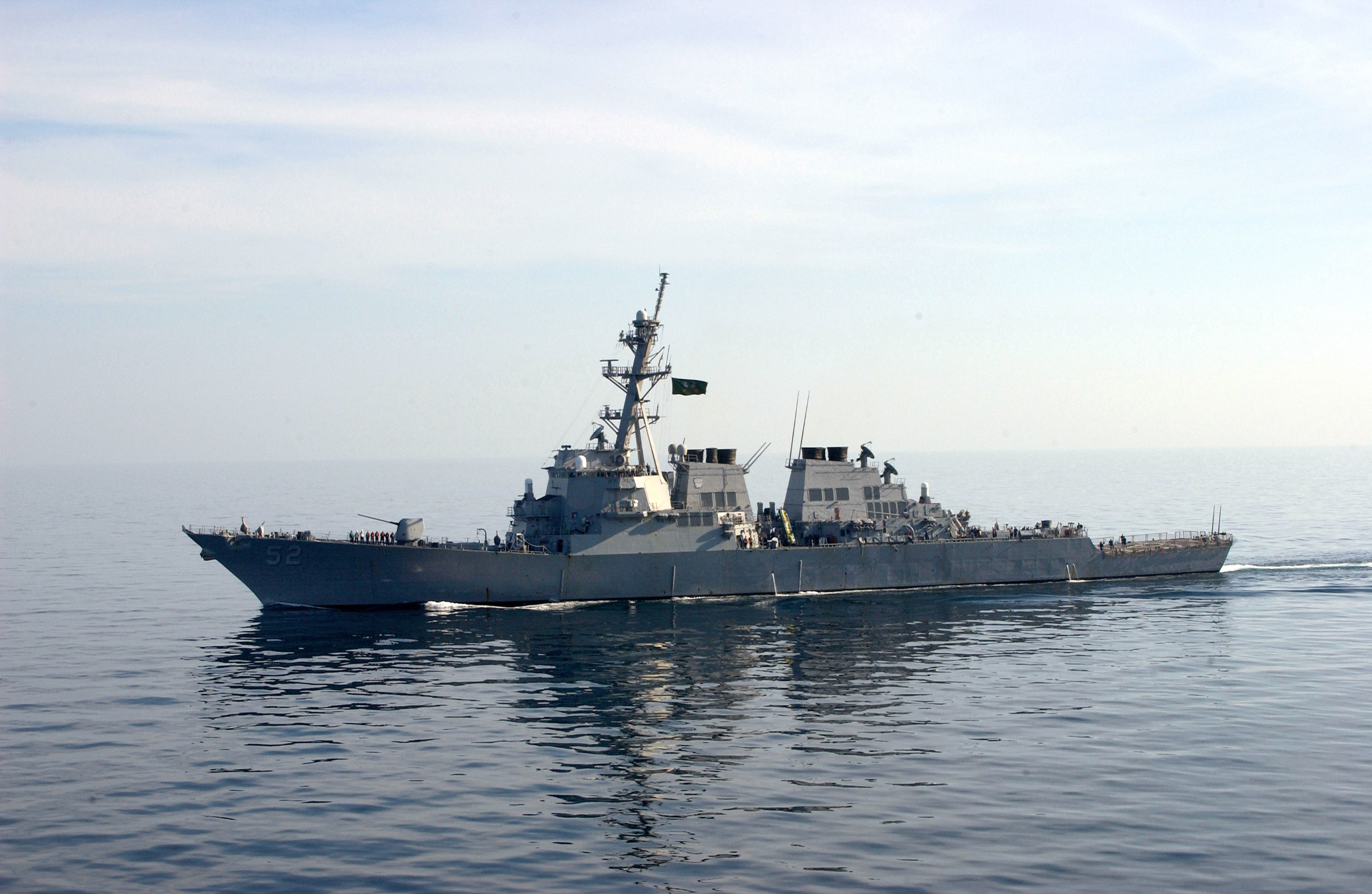
O USS Barry em 2004.

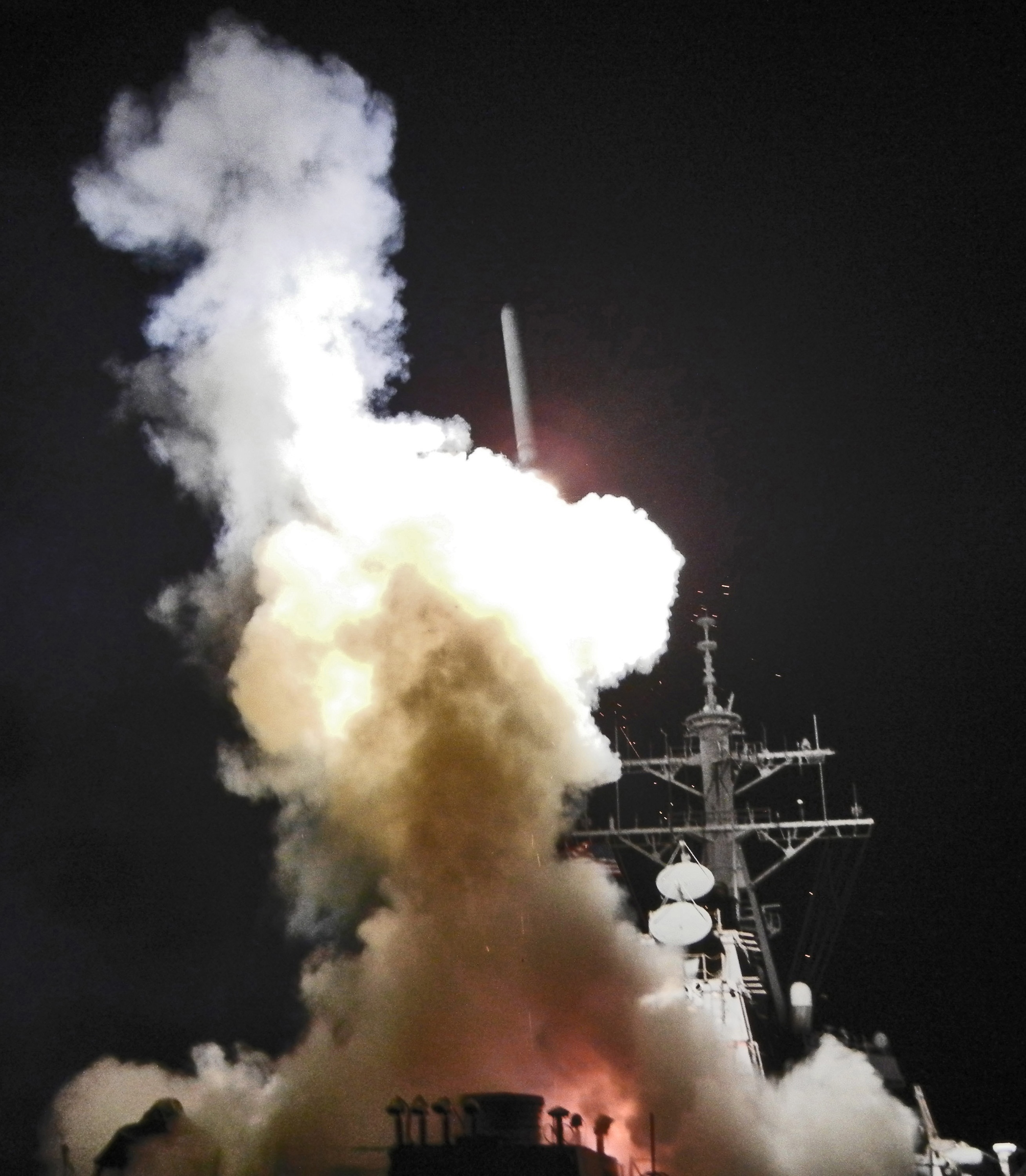
O Barry disparando um míssil tomahawk em 19 de março de 2011 durante a operação Amanhecer da Odisseia na Líbia.

O USS Barry é um destroyer da classe Arleigh Burke pertencente a Marinha de Guerra dos Estados Unidos. Este navio é o quarto da marinha americana a receber este nome que é em honra ao Comodoro John Barry (1745–1803), conhecido como "Pai da Marinha americana". O porto de origem do Barry fica na base Naval Station Norfolk, Virgínia.
No serviço ativo desde 1992, o Barry participou de várias operações. Em 2006, se juntou ao USS Gonzalez para escoltar um navio que removia civis americanos do Líbano durante a guerra que se alastrava naquele país.
Em 1 de março de 2011, o navio foi deslocado para o Mar Mediterrâneo durante a Guerra Civil Líbia. Em 19 de março, a Marinha reportou que o Barry já havia disparado 55 mísseis de cruzeiro Tomahawk contra a Líbia, numa intervenção da OTAN aprovada pela resolução 1973 do Conselho de Segurança das Nações Unidas.